# Celso Guerrero
Celso Gerardo Guerrero Pereira (17 de abril de 1972) é um ex-futebolista profissional paraguaio que atuava como goleiro.

## Carreira
Celso Guerrero representou a Seleção Paraguaia de Futebol na Copa América de 1993.